# At-Ta'i
al-Ta'i', död 1003, var abbasidernas 24:e kalif. Han var regerade kalif i Abbasidkalifatet mellan 974 och 991. 